# Hipparcos-katalógus
A Hipparcos-katalógus az Európai Űrügynökség (ESA) asztrometriai műholdjának, a Hipparcosnak a mérései alapján készített csillagkatalógus.

## Története
A programot 1980-ban fogadta el az ESA, majd a műhold fellövésére 1989. augusztus 4-én került sor. A küldetés elsődleges célja az volt, hogy körülbelül 100 000 csillagnak 2 milliívmásodpercnél kisebb pontossággal meghatározzák az asztrometriai adatait, így a pozícióját, az éves sajátmozgást és a trigonometrikus parallaxist. A nagy pontosságú adatgyűjtésre 1989 novembere és 1993 márciusa között került sor. A közel 1000 gigabájtnyi adatból két katalógus készült, a Hipparcos és a Tycho-katalógus. A Hipparcos-katalógust mind nyomtatott, mind elektronikus formában elérhetővé tették.

## Tartalma
A katalógus 118 200 csillagról tartalmaz nagy pontosságú fotometriai és asztrometriai adatokat. A függelék változócsillagokról illetve kettős és többszörös csillagrendszerekről tartalmaz adatokat. A katalógus pontossága 1 milliívmásodperc.
Az egyes bejegyzésekre a HIP számmal lehet hivatkozni, például a HIP 69673 számú csillag az Arcturus.

## Külső hivatkozások
- A Hipparcos küldetés honlapja